# Tonczo Tonczew
Tonczo Dimitrow Tonczew (bułg. Тончо Димитров Тончев, ur. 1 grudnia 1972 w Sliwenie) – bułgarski bokser, wicemistrz olimpijski z 1996.

## Kariera amatorska
Zdobył brązowy medal w wadze piórkowej (do 57 kg) na mistrzostwach Europy juniorów w 1990 w Uściu nad Łabą po porażce w półfinale z Paatą Gwasalią z ZSRR. Na rozgrywanych w tym samym roku w Limie mistrzostwach świata juniorów przegrał pierwszą walkę, również z Gwasalią.
Zdobył brązowy medal w wadze lekkiej (do 60 kg) na seniorskich mistrzostwach Europy w 1991 w Göteborgu po wygraniu dwóch walk i porażce w półfinale z Ajratem Chamatowem z ZSRR. Na mistrzostwach świata w 1991 w Sydney przegrał pierwszą walkę w wadze lekkiej z Justinem Rowsellem z Australii.
Wystąpił w wadze lekkiej na igrzyskach olimpijskich w 1992 w Barcelonie, gdzie po wygraniu dwóch walk dotarł do ćwierćfinału, w którym uległ późniejszemu mistrzowi Óscarowi De La Hoyi z USA. Odpadł w drugiej walce na mistrzostwach Europy w 1993 w Bursie, gdzie pokonał go Gwasailia reprezentujący Gruzję.
Zdobył srebrny medal w tej kategorii na mistrzostwach Europy w 1996 w Vejle po porażce w finale z Leonardem Doroftei z Rumunii.
Również na igrzyskach olimpijskich w 1996 w Atlancie Tonczew zdobył srebrny medal. Po wygraniu czterech walk dotarł do finału, w którym pokonał go Husajn Sultani z Algierii.

## Kariera zawodowa
Tonczew przeszedł na zawodowstwo w 1997. Wygrał pierwsze 24 walki, zdobywając w tym czasie tytuły mistrza międzynarodowego organizacji WBA, mistrza interkontynentalnego WBC (wygrał ze swym rodakiem Kirkorem Kirkorowem) i wakujący tytuł mistrza Europy EBU w wadze superpiórkowej (junior lekkiej). Nigdy nie walczył o mistrzostwo świata liczącej się organizacji. W 2001 doznał pierwszej porażki, a w 2007, po trzech kolejnych przegranych walkach, zakończył karierę.